# Adhemar da Silva

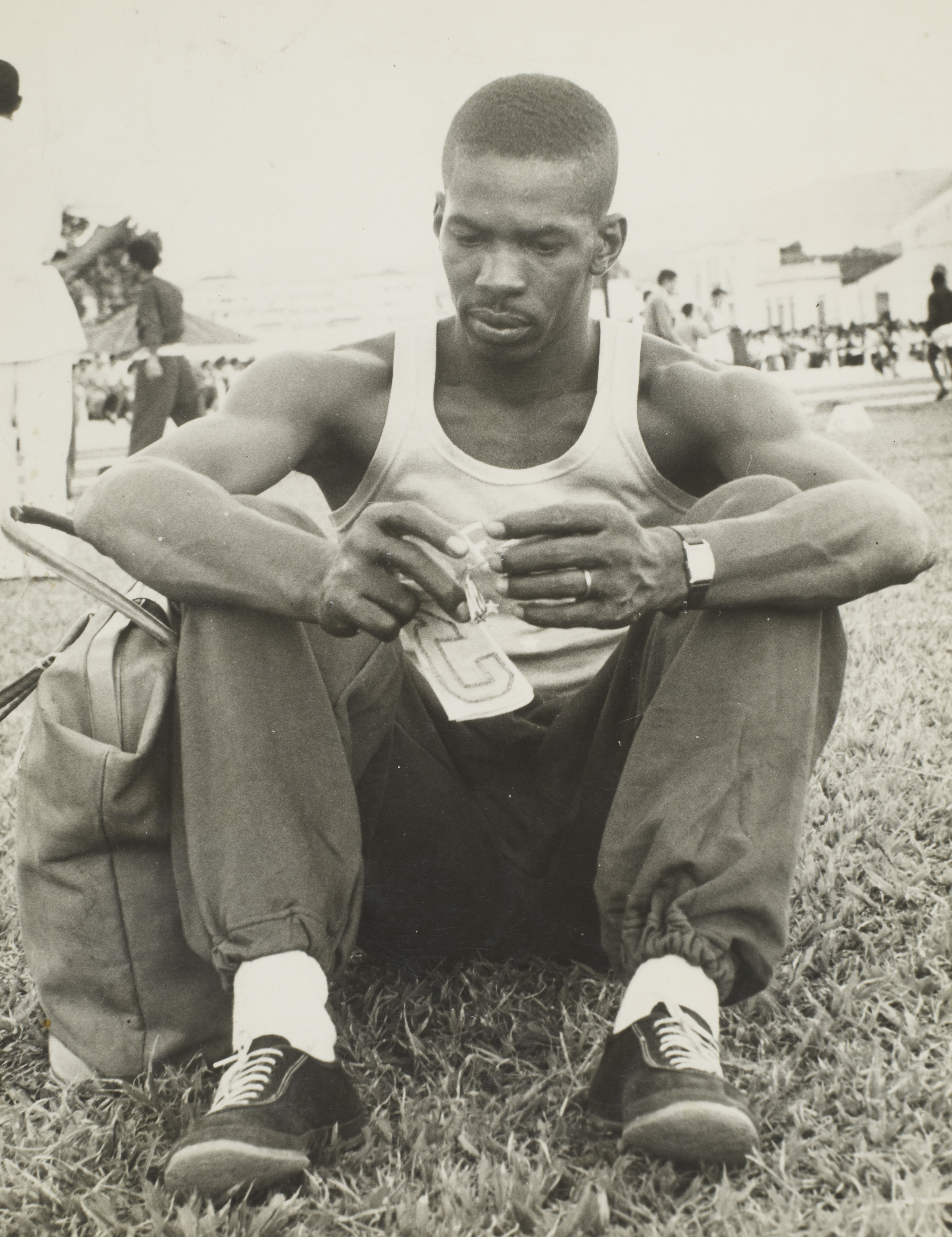
Adhemar da Silva 1956

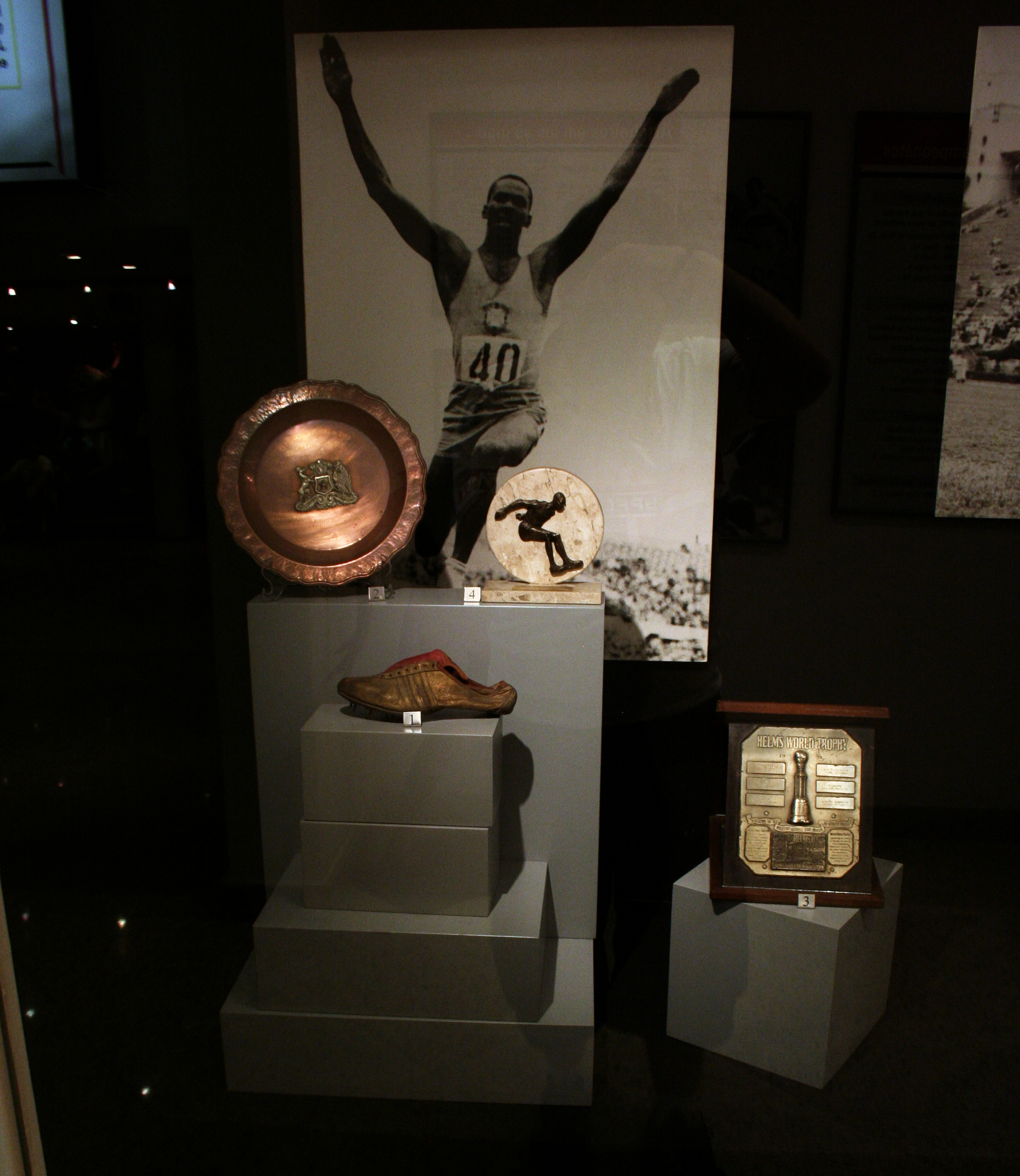
Gedenkstätte für Adhemar da Silva im Estádio do Morumbi

Adhemar Ferreira da Silva (* 29. September 1927 in São Paulo; † 12. Januar 2001 ebenda) war ein brasilianischer Dreispringer und Olympiasieger. Von 1947 bis 1955 war er beim FC São Paulo organisiert, danach schloss er sich dem CR Vasco da Gama in Rio de Janeiro an wo er 1960 seine Sportkarriere beendete.
Bei den Olympischen Spielen 1952 in Helsinki und bei den 1956 in Melbourne gewann er jeweils Gold.
Da Silva war der beherrschende Springer der 1950er Jahre. Er verbesserte drei Mal den Weltrekord:
- 1950, 3. Dezember in São Paulo: 16,00 Meter (Einstellung der Weite, mit der der Japaner Tajima Naoto 1936 Olympiasieger wurde).
- 1951, 30. September in Rio de Janeiro: 16,01 Meter
- 1952, 23. Juli in Helsinki: 16,12 Meter und 16,22 Meter
- 1955, 16. März in Mexiko-Stadt: 16,56 Meter

Der letzte Weltrekord bedeutete seinen Sieg bei den Panamerikanischen Spielen. Er gewann diesen Titel 1951 in Buenos Aires, 1955 in Mexiko-Stadt und 1959 in Chicago.
Er ist der bisher einzige brasilianische Leichtathlet, der zwei Goldmedaillen bei Olympischen Spielen gewinnen konnte. Bei einer Körpergröße von 1,78 m betrug sein Wettkampfgewicht 69 kg.
Als Schauspieler wirkte Da Silva an Marcel Camus’ preisgekrönten Spielfilm Orfeu Negro (1959) mit. 1971 war er noch einmal in Hall Bartletts Kriminalfilm Der Herausforderer als Big John zu sehen.
Adhemar war von seinem 16. bis 71. Lebensjahr kräftiger Raucher und verstarb im Alter von 73 Jahren an den Nebenwirkungen. Postum wurde er 2012 in die IAAF Hall of Fame aufgenommen.
Adhemar war Mitglied des FC São Paulo. Dieser hat den Spieler geehrt, indem er die zwei Goldmedaillen von den Olympischen Spielen als goldene Sterne seinem Logo hinzufügte.

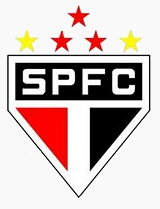
Logo des FC São Paulo